# Falaises Soubeyranes
Les falaises Soubeyranes (du provençal sobeiranas en graphie classique, soubeirano en graphie mistralienne, « souveraines ») se situent sur le littoral méditerranéen des Bouches-du-Rhône, entre Cassis et La Ciotat. Elles sont intégrées dans le parc national des Calanques.

## Géographie

### Relief
Elles sont formées par le tombant à la mer, sur un peu plus de 4 kilomètres, du plateau de Soubeyran ou massif de la Canaille. Au nord, la façade s'avançant vers l'ouest constitue le cap Canaille (altitude maximum 363 mètres sur la commune de Cassis), l'extrémité sud étant matérialisée par le sémaphore du Bec de l'Aigle, à 313 mètres d'altitude.
Le point le plus élevé des falaises, à 394 mètres, est situé sur la commune de La Ciotat, au sud-ouest du Bau Rous (328 mètres), sommet isolé en retrait de la ligne de crête. Il constitue ainsi la plus haute falaise maritime de France.
Au nord des falaises soubeyranes proprement dites, au-delà du Pas de la Colle (littéralement col de la colline), qui s'abaisse à 214 mètres, d'autres falaises rocheuses prolongent ce relief au-dessus du vallon de Cassis : le Baou de la Saoupe (342 mètres) et la Couronne de Charlemagne (329 mètres). 
Au sud, la ligne de crête s'abaisse en s'éloignant du bord de mer, mais le relief de la côte reste abrupt, notamment autour de la calanque de Figuerolles, et sur la presqu'île du Bec de l'Aigle.

### Géologie
Sculptée par l'érosion éolienne, la falaise est constituée de calcaire, de grès et de poudingue, cette grande variété de couches de roches et la présence de fossiles font de l'endroit un haut-lieu de la minéralogie. 

## Tourisme
C'est aussi un site d'escalade et un sentier de randonnée parcourt la crête sommitale. Un important réseau hydrogéologique s'y développe également, d'accès difficile, et l'activité spéléologique est réservée aux spécialistes.

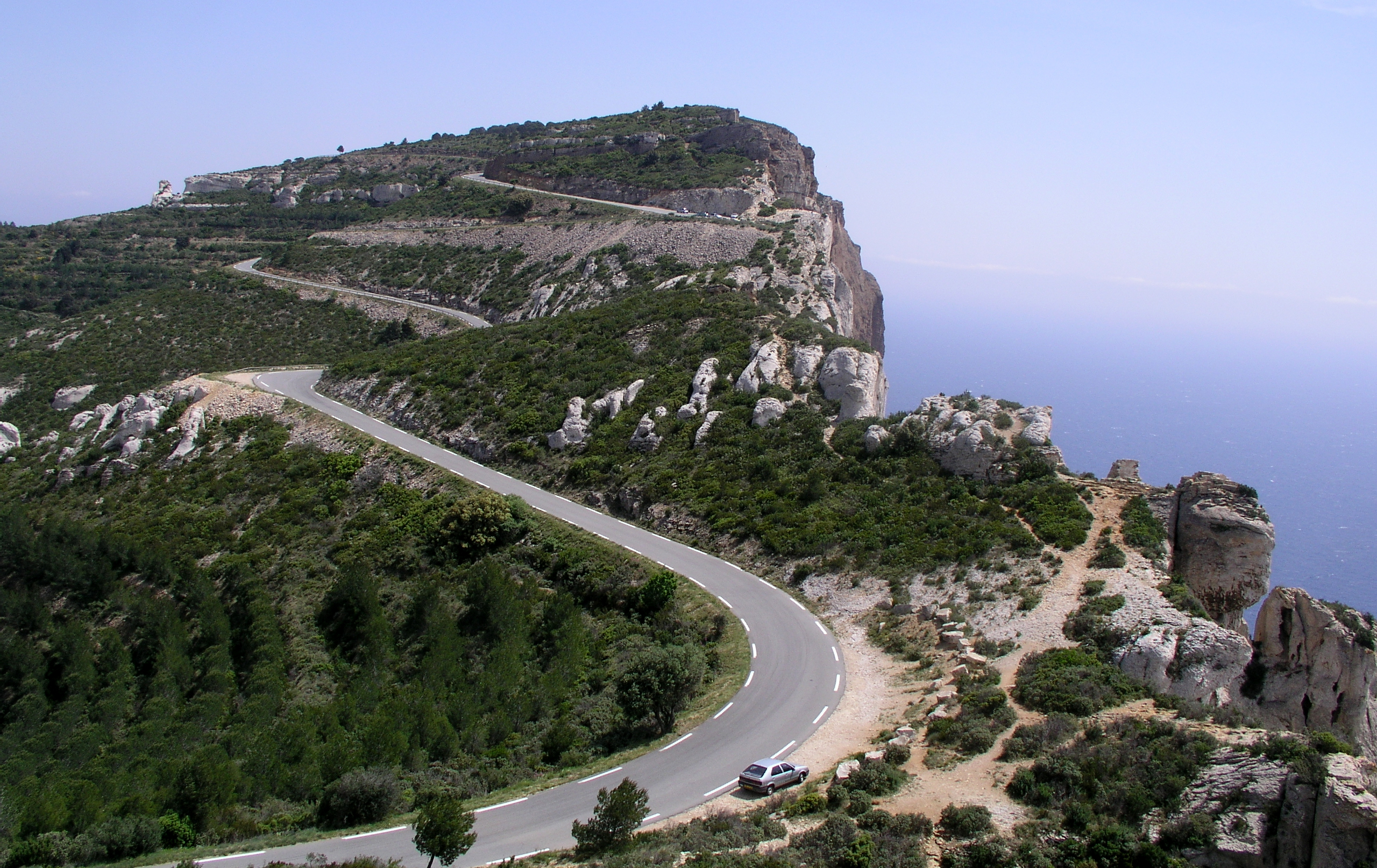
La « route des Crêtes » (D141) au sommet des falaises.